# Temsa Prestij
Temsa Prestij — сімейство автобусів класу міді на 27-29 місць, що виготовляються в Туреччині компанією Temsa. На експорт пропонується також під назвою Temsa Samba.

## Історія
В 1997 році представлено Temsa Prestij з 28 сидіннями загальною місткістю 42 людини. На його сталевій лонжеронній рамі спереду змонтований 4-циліндровий дизельний двигун MAN (4580 см3, 156 к.с.) з турбонаддувом і проміжним охолодженням і механічна 5-ступінчаста коробка передач. На автобусі встановлені передня підвіска на параболічних ресорах і задня пневматична, рульовий механізм з гідропідсилювачем, електромагнітний гальмо-сповільнювач. Автобус розвиває максимальну швидкість 130 км/год. Пізніше з'явилася модифікація Prestij Deluxe.
У 2004 році модель модернізували, змінивши передню частину.
У 2007 році представлено абсолюнто нову модель під назвою Temsa Prestij Super Deluxe на 27-29 сидячих місць, створену на основі Mitsubishi Fuso Canter сьомого покоління. Автомобіль отримав двигун Mitsubishi 4D342AT4 (3908 см3, 136 к.с. при 2900 об/хв, 370 Нм при 1600 об/хв), 5-ст. МКПП Mitsubishi MO35S5, передню і задню ресорну підвіску.
У 2008 році представлено міську версію Super Deluxe під назвою Temsa Prestij City.
В березні 2016 року представлено Temsa Prestij SX на 27-29 сидячих місць, створену на основі Mitsubishi Fuso Canter восьмого покоління. Автомобіль отримав двигун Mitsubishi 4P10-T4 (2998 см3, 150 к.с. при 3500 об/хв, 370 Нм при 1320 об/хв), 5-ст. МКПП.

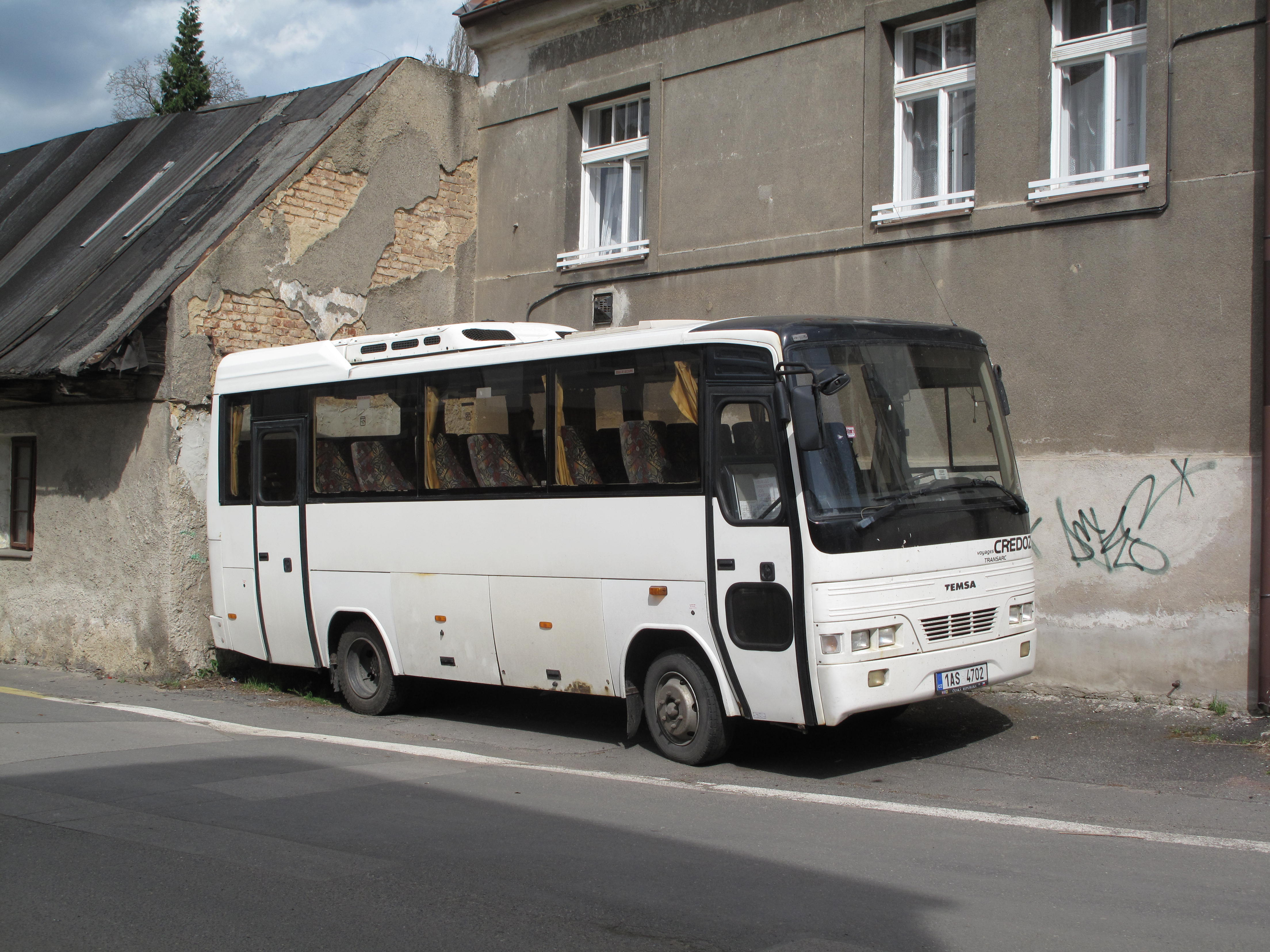
Temsa Prestij (з 1997)
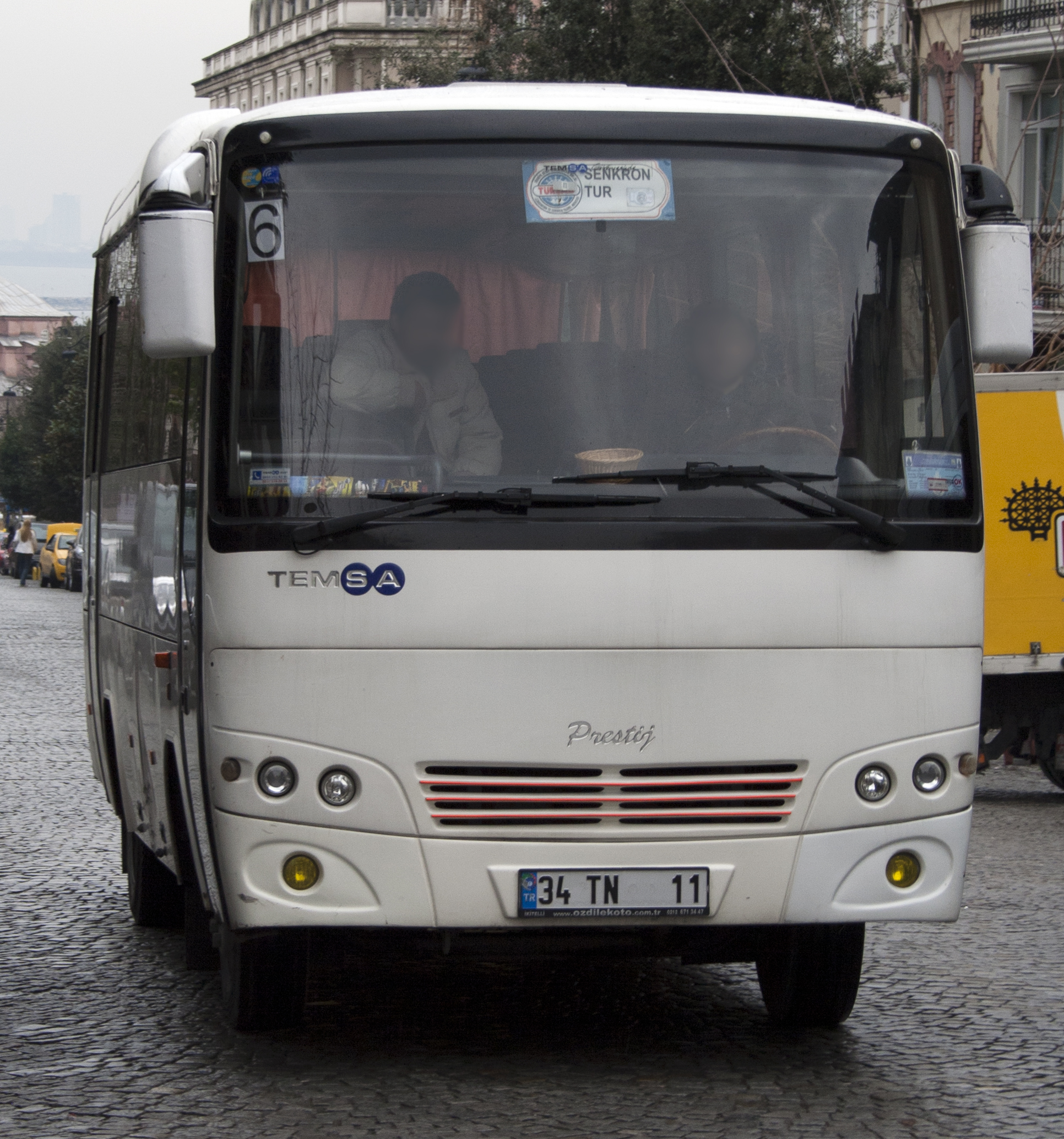
Temsa Prestij Deluxe (з 2004)